# Wilhelm Eduard Albrecht

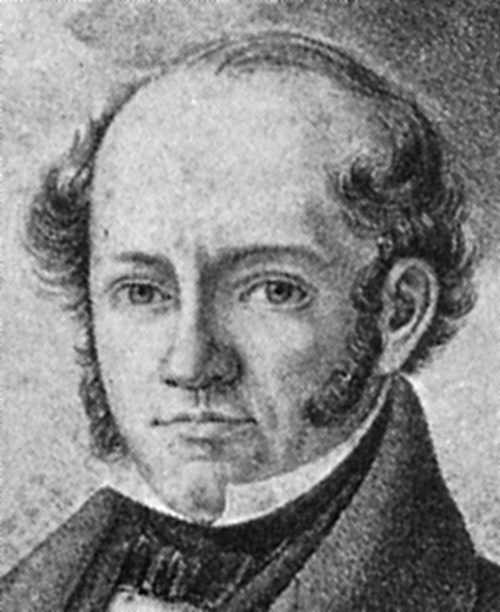
Wilhelm Eduard Albrecht

Wilhelm Eduard Albrecht (Elbing, 4 maart 1800 - Leipzig, 22 mei 1876) was een Duits jurist, docent, taal- en letterkundige. Hij behoorde tot de Göttinger Sieben, die in 1837 tegen het opheffen van de vrijzinnige grondwet van 1833 in het koninkrijk Hannover protesteerden en daarom werden ontslagen en deels verbannen.
Hij studeerde aan de Universiteit van Berlijn, van Göttingen en Königsberg. Hij doceerde aan die laatste ook rechtsgeleerdheid (1829), waarna hij terugkeerde naar Göttingen. Na zijn ontslag in 1837 werkte hij freelance als docent in Leipzig, waar hij in 1840 hoogleraar in de rechten werd.
In 1848 was Albrecht lid van het Frankfurter Parlement. Van 18 mei tot 17 augustus van dat jaar vertegenwoordigde hij Hamburg in het parlement, waar hij zich aansloot bij de Casino Partij (Duits: Casino Fraktion). Hij ging met pensioen in 1868.

## Rechtsopvatting
Albrecht is van belang voor de jurisprudentie vanwege zijn opvatting van de staat als een zuiver theoretische juridische entiteit. Deze beschouwingswijze gaat in tegen de oude Germaanse opvatting van de staat als collectiviteit; de geschiedkundige Otto von Gierke was een behartiger van laatstgenoemde zienswijze.

## Familie
Hij was een schoonzoon van de astronoom Christian Ludwig Ideler.
Wilhelm Eduard Albrecht · Friedrich Christoph Dahlmann · Heinrich Ewald · Georg Gottfried Gervinus · Jacob Grimm · Wilhelm Grimm · Wilhelm Eduard Weber
- Bibsys: 6090570
- Gemeinsame Normdatei: 118644394
- International Standard Name Identifier: 0000 0001 1025 6796
- Library of Congress Control Number: n93084030
- Nederlandse Thesaurus van Auteursnamen: 074721054
- Virtual International Authority File: 42631353
- WorldCat: E39PBJg8CY8JwjWJKRBTC8YpT3